# Corticaria cognata
Corticaria cognata is een keversoort uit de familie schimmelkevers (Latridiidae). De wetenschappelijke naam van de soort werd in 1978 gepubliceerd door Wolfgang H. Rücker.